# True Buddha School
De True Buddha School is een nieuwe religieuze beweging, die een moderne vajrayana-boeddhistische sekte is met invloeden van Mahayanaboeddhisme en daoïsme. De leer begon in de Republiek China en is qua afbeeldingen en leer zeer Tibetaans.
De school werd eind jaren tachtig gesticht door Lu Sheng-yen (盧勝彥), die door zijn volgelingen tulku wordt genoemd. Tulku is een Tibetaanse term voor een gereïncarneerde leraar of godheid.
Er zijn in Nederland twee tempels te vinden van de True Buddha School: Stichting Boeddhistische Jen Foo Chung Nederland-Jen Yin Tang in Amsterdam en Stichting Boeddhistisch Meditatie Centrum Jen Hui Tang in Rotterdam.

## Incomplete lijst van tempels

### Europa
- Stichting Boeddhistische Jen Foo Chung Nederland-Jen Yin Tang in Amsterdam
- Stichting Boeddhistisch Meditatie Centrum Jen Hui Tang in Rotterdam
- Zhen Long Tang Buddhistischer e.V. in Frechen
- Yan Chi Buddhistischer e.V. in Düsseldorf
- TBS Jen Yintempel in Northampton
- True Buddha Temple in Londen, Willesden
- Lei Zang Si Temple (Londen) in Plumstead
- Jen Wai Tong (True Buddha School Tantric Buddhism) in Londen
- True Buddha society Tzen Quai Tang Manchester chapter in Manchester
- Association Culturelle des Bouddhas-Verite in Parijs
- Langeais Teng in Gournay-sur-Marne
- Mingzhao Meditatie Centrum (明照同修會) in Madrid
- True Buddha Culture Society in Solna
- South Ireland Meditatie Centrum (南愛爾蘭同修會) in Dublin

### Noord-Amerika
- Hwei Yuan Town in Anchorage
- Ling Shen Ching Tze Temple in Redmond
- Asociacion Budista De La Republica Dominicana in Santo Dommingo
- Chan Fat Chun Chang Hung Temple (Chan Fat Chun Chang Hung Tang Asociacion Budista De Panama) in Ciudad

### Zuid-Amerika
- Escola de budismo real in São Paulo
- Foda Meditatie Centrum (佛達同修會) in Fortaleza
- Changyuantempel (常圓堂) in San Juan

### Afrika
- Shibao Meditatie Centrum (師保同修會) in Johannesburg

### Azië
- Mixingtempel (密行堂) in Bangkok
- Rushi Meditatie Centrum (如實同修會) in Macau
- Buddhism H.K. Lui Tsang Szu Ltd. in Hongkong
- Chen Fuh Tsung Hong Kong Juan Kui Tang Co. Limited in Hongkong
- The True Buddha Society Hong Kong Pu Zhao Tang Co., Ltd. in Hongkong
- Chen Fuh Tsung H.K. Lin Fung Meditation Centre Limited (Charitable Institution) in Hongkong
- Buddhist Vajrayana Hong Kong Shih Shan Tang Co., Ltd in Hongkong
- The Ingenuous Chapter Co. Ltd. in Hongkong
- Lotus Light Charity Society (Hong Kong) Ltd in Hongkong
- Benjing Meditatie Centrum (本淨同修會 ) in Hongkong
- Universal Enlightenment Buddhist Assoc. Ltd. in Hongkong
- Buddhism H.K. Lui Tsang Szu Ltd. in Hongkong
- Vihara Vajra Sasana Dharma in Denpasar
- Vihara Tri Agung (Vihara Yuan Xiang) in Jambi
- Vihara Vajra Bumi Jambi in Jambi
- Cetya Sasana Budhi Indonesia in Jatim
- Vihara Vajra Avalokitesvara (Kwan Im Dang) in Jatim
- Cetya Cen Fo Cung Wan Sing Thang (Vihara Tantrayana Sad Paramita) in Bandung
- Yayasan Satya Dharma Bhakti (Vihara Vajra Bumi Bogor) in Bogor
- Yayasan Buddha Metta in Cirebon
- Klenteng Lam Tjena Kion in Cilacap Jateng
- Vihara Vajra Bumi Pekalongan in Pekalongan
- Vihara Satya Buddha Dharma in Semarang
- Yayasan Vihara Maha Welas Asih Semarang in Semarang
- Majelis Agama Buddha Tantrayana Kasogatan Indonesia (Vihara Bumi Kumala) in Solo
- Vihara Sunyata Naga in Probolinggo
- Vihara Vajra Bumi Arama in Surabaya
- Vihara Widiya Surya Padma Indonesia (Lien Chie Thang) in Surabaya
- Fa Teng Tze Hoi Tang in Surabaya
- Vihara Yen Fei Yayasan Dharma Cahaya Buddha in Desa Harapan
- Yayasan Budha Vajra Indonesia Pontianak (Vihara Buddha Vajra Pontianak) in Pontianak
- Yayasan Agama Buddha Sakyamuni (Vihara Vajra Bumi Kerta Yuga) in Pontianak
- Zhujitempel (住吉雷藏寺) in Osaka
- True Buddha School Kobe Chapter in Kobe
- Persekutuan Agama Buddha Tantrayana Chen Foh Chong Malaysia in Selangor